# Репище (Городокский район)
Репище — деревня в Городокском районе Витебской области Белоруссии. Входит в состав Межанского сельсовета, ранее входила в Руднянский сельсовет.
Находится в 3 верстах к северо-востоку от деревни Рудня.

## Население
- 1999 год — 4 человек
- 2010 год — 1 человек[3]
- 2019 год — 1 человек[1]